# Talissieu
Talissieu è un comune francese di 443 abitanti situato nel dipartimento dell'Ain della regione dell'Alvernia-Rodano-Alpi. È bagnato dal fiume Séran.

## Società

### Evoluzione demografica
Abitanti censiti